# Villa de Sekiya en el río Sumida
Villa de Sekiya en el río Sumida (隅田川関屋の里 Sumidagawa Sekiya no sato?) es una estampa japonesa de estilo ukiyo-e obra de Katsushika Hokusai. Fue producida entre 1830 y 1832 como parte de la célebre serie Treinta y seis vistas del monte Fuji, a finales del período Edo. Retrata a varios jinetes galopando a lo largo de la orilla del río Sumida con el monte Fuji al fondo.

## Contexto
El Sumida es un río relativamente corto originario de las montañas de Kantō. Este cambia de nombre a lo largo de su curso: primero se llama río Nakatsu, después Ara, Sumida, y en sus tramos más bajos, Ō o Asakusa. Constituye una vía fluvial importante, que recorre la mitad este de Tokio de norte a sur, conecta una red de canales y termina por desembocar en la bahía de Tokio. En la actualidad, como en el período Edo, el río estaba integrado en la vida diaria de las personas: tiendas mayoristas y almacenes se ubicaban a lo largo de sus orillas. Sekiya era una villa ubicada al norte de Edo, donde el río se llamaba Arakawa. El pueblo era famoso por sus paisajes, sin embargo, Hokusai buscó representar una escena dinámica de tres jinetes repartidores galopando a lo largo de un tramo de tierra pantanosa.
La estructura en primer término muestra un letrero del gobierno, donde se publicaban proclamas oficiales y cambios en la ley. Durante el período Edo se desarrolló un sistema de comunicación que empleaba corredores (hikyaku) y jinetes de caballos (hayauma). Transportaban correo, documentos y bienes rápidamente y de forma puntual. A los transportistas oficiales se les dio especial prioridad y autoridad, de forma que nadie podía interferir con ellos. Los personajes de esta obra «bien pueden ser portadores de mensajes del gobierno».

## Características
Esta obra, que Hokusai produjo ya siendo anciano, estuvo influencia por estilos más tradicionales; a diferencia de pinturas como el Gran Daruma, empleó tonos más apagados y orgánicos. Los marrones, rojos y azules claros predominan en la estampa, en tanto que el fondo está desprovisto de color. El monte Fuji en la distancia está encaramado entre un pino retorcido que crece desde el lado del camino y un árbol frondoso a la derecha. Esta montaña, cubierta de nieve en su cima, se tiñe de vermellón conforme se acerca el amanecer, en tanto que los tres jinetes recorren el camino sinuoso, que genera ritmo en la composición. Hokusai se basa en sus estudios de movimientos humanos y animales, de tal forma que logra retratar de manera convincente a los caballos y jinetes que corren con celeridad. El inamovible Fuji ofrece un contraste con los veloces caballos y jinetes y la «sensación de extrema urgencia que evocan».
La estampa también guarda una interpretación religiosa; el monte Fuji, emblema común de la serie de xilografías, no solo simboliza a Japón en su conjunto, sino que representa las creencias budistas arraigadas de Hokusai. Los tres personajes de la pintura parecen viajar hacia la base de la montaña, lo que «podría interpretarse como su deseo [del autor] de acercarse a su propio sentido de espiritualidad».